# Stöde socken
Stöde socken i Medelpad  ingår sedan 1974 i Sundsvalls kommun och motsvarar från 2016 Stöde distrikt.
Socknens areal är 672,20 kvadratkilometer, varav 629,30 land. År 2000 fanns här 3 244 invånare. Tätorterna  Nedansjö och Fanbyn, byn Vigge samt tätorten och kyrkbyn Stöde med sockenkyrkan Stöde kyrka ligger i socknen. 

## Administrativ historik
Stöde socken har medeltida ursprung. 
Vid kommunreformen 1862 övergick socknens ansvar för de kyrkliga frågorna till Stöde församling och för de borgerliga frågorna bildades Stöde landskommun. Landskommunen uppgick 1974 i Sundsvalls kommun.
1 januari 2016 inrättades distriktet Stöde, med samma omfattning som församlingen hade 1999/2000.  
Socknen har tillhört fögderier, tingslag och domsagor enligt vad som beskrivs i artikeln Medelpad.  De indelta båtsmännen tillhörde Första Norrlands andradels båtsmanskompani.

## Geografi
Stöde socken ligger kring Ljungan med sjön Stödesjön. Socknen har dalgångsbygd vid vattendragen och höglänta sjörika skogsbygder däromkring med höjder som i Fannbyklacken når 506 meter över havet.
Socknen genomkorsas i öst-västlig riktning av E14. Vägen går norr om Ljungan, som dominerar den centrala bygden med sin dalgång.

### Geografisk avgränsning
Stöde socknens östligaste punkt ligger i Ljungan vid byn Hällsjö, belägen vid europaväg 14 cirka 3 km öster om Nedansjö samhälle. Här gränsar församlingen mot Tuna socken i öster. Socknens östligaste berg, Kvarnberget (270 m ö.h.), ligger nordväst om Hällsjö. Vid bergets västra fot flyter Hemgravsån, som mynnar i Ljungan cirka 2 km nedströms Nedansjö. Nedansjö ligger invid Stödesjön, nära sjöns avflöde i öster. Borgberget (172 m ö.h.) med en fornborg höjer sig över Nedansjö samhälle.
Cirka 4 km norr om Ljungan ligger "tresockenmötet" Stöde-Tuna-Selånger. Punkten ligger i Huljeån, strax uppströms dess utflöde i Specksjön (134 m ö.h.). På sjöns norra sida ligger byn med samma namn. Sockengränsen går norrut över Specksjöberget och gränsar på en sträcka av cirka 5 km mot Selångers socken i öster. Vid Öster-Svarttjärnen ligger "tresockenmötet" Stöde-Selånger-Sättna.
Stöde socken gränsar i nordost mot Sättna socken. Gränsen löper cirka 8 km från Öster-Svarttjärnen till Bladtjärnen, där den viker rakt mot norr för att efter drygt 8 km inträffa på holmen Moshällan i sjön Navarn (278 m ö.h.). Här ligger ett "fyrsockenmöte" Stöde-Sättna-Indal-Holm. 
Mellan Moshällan och Hällskrevesjön (333 m ö.h.) gränsar socknen i norr mot Holms socken. I denna del av socknen ligger bl.a. byn Stor-Hullsjön invid sjön med samma namn. Länsväg 305 går från Stöde norrut genom denna del av församlingen.
Vid Hällskrevesjön ligger socknens nordligaste punkt i "tresockenmötet" Stöde-Holm-Torp. Härifrån gränsar församlingen i väster mot Torps socken i Ånge kommun. Byn Edebodsjön ligger invid Bodsjön (201 m ö.h.) i väster. Gränsen mellan Stöde och Torp kommer ut i Ljungan, strax väster om byn Viskan. Gränsen mellan de två socknarna följer sedan Ljungan nedströms cirka 4 km till Strömsvedjan. Här viker gränsen mot sydväst och går via Högåsen, Koskeniskåsen, Hjältansmattemyran, Pilktjärnen, Gilleråsen och Lekbacken fram till gränsen mot Hälsingland vid "tresockenmötet" Stöde-Torp-Hassela, beläget vid länsgränsen cirka 1 km öster om Synhällan (554 m ö.h.).
Den sammanlagda längden av gränsen mellan Torp och Stöde från norr till söder är cirka 43 km, varav 24 km söder om Ljungan, 4 km i Ljungan och 15 km norr om Ljungan.
I söder gränsar socknen på en sträcka av ca 14 km mot Hassela socken i Nordanstigs kommun, Gävleborgs län. På Stackberget (420 m ö.h.) ligger "tresockenmötet" Stöde-Hassela-Attmar. Härifrån gränsar Stöde socken i sydost mot Attmars socken på en sträcka av cirka 8 km. I Lill-Gissjön (361 m ö.h.) ligger "tresockenmötet" Stöde-Attmar-Tuna, varefter socknen gränsar mot Tuna socken i öster (jfr ovan).
I Stöde sockens södra del ligger Stöde finnmark med byar som Tjärnsjön, Ulvsjön och Gransjön. Vigge by ligger invid Viggesjön (140 m ö.h.) i sydost. Berget Fanbyklacken är med 507 m ö.h. högst i Stöde finnmark. Länsväg 305 kommer söderifrån (Hassela) och passerar Vigge på väg mot Stöde.

### Byar
- Kälsta
- Gässåsen
- Hullsjön
- Lillström
- Nedansjö
- Vigge
- Intaget
- Loböle
- Lotjärn
- Ede
- Viskan
- Västerlo
- Österlo
- Gimsjön
- Gransjön
- Hällsjön
- Ulvsjön
- Usland
- Brattås
- Slättån
- Specksjön

### Svedjefinnbyar
Från sekelskiftet 1500-1600 och framåt ägde en inflyttning av svedjefinnar rum i Stöde socken. Ursprungliga finnbyar:
Södra finnmarken, söder om Ljungan
- Gransjön
- Tjärnsjön
- Ulfsjön

Norra finnmarken, norr om Ljungan
- Hullsjön (Storhullsjön)
- Lillström - De första kända bosättningarna är dokumenterade på 1620-talet och byns första två gårdar finns dokumenterade på en karta från 1639.
- Stormyra

## Fornlämningar
Man har funnit omkring 65 fornlämningar. Det rör sig om några boplatser och gravar från stenåldern och vidare om gravhögar och usgrunder från järnåldern. Fornlämningarna har återfunnits i såväl dalgångsbygden som i ett unikt höglandsläge vid byn Vigge. Cirka 150 fångstgropar har hittats i skogarna.

## Namnet
Namnet (1344 Stödhi) har antagits betyda 'landningsplats, båtstad' syftande på en sådan nära kyrkan.

## Befolkningsutveckling
| Befolkningsutvecklingen i Stöde socken 1750–1990                                                         | Befolkningsutvecklingen i Stöde socken 1750–1990 | Befolkningsutvecklingen i Stöde socken 1750–1990 | Befolkningsutvecklingen i Stöde socken 1750–1990 | Befolkningsutvecklingen i Stöde socken 1750–1990 |
| --- | ------------------------------------------------ | ------------------------------------------------ | ------------------------------------------------ | ------------------------------------------------ |
| |                                                  |                                                  |                                                  |                                                  |
| År |                                                  |                                                  | Folkmängd                                        |                                                  |
| 1750 | 1750                                             |                                                  | 731                                              |                                                  |
| 1760 | 1760                                             |                                                  | 769                                              |                                                  |
| 1769 | 1769                                             |                                                  | 908                                              |                                                  |
| 1810 | 1810                                             |                                                  | 1 237                                            |                                                  |
| 1820 | 1820                                             |                                                  | 1 474                                            |                                                  |
| 1830 | 1830                                             |                                                  | 1 706                                            |                                                  |
| 1840 | 1840                                             |                                                  | 1 877                                            |                                                  |
| 1850 | 1850                                             |                                                  | 2 307                                            |                                                  |
| 1860 | 1860                                             |                                                  | 2 733                                            |                                                  |
| 1870 | 1870                                             |                                                  | 3 099                                            |                                                  |
| 1880 | 1880                                             |                                                  | 4 109                                            |                                                  |
| 1890 | 1890                                             |                                                  | 4 627                                            |                                                  |
| 1900 | 1900                                             |                                                  | 4 756                                            |                                                  |
| 1910 | 1910                                             |                                                  | 5 345                                            |                                                  |
| 1920 | 1920                                             |                                                  | 5 466                                            |                                                  |
| 1930 | 1930                                             |                                                  | 5 526                                            |                                                  |
| 1940 | 1940                                             |                                                  | 5 225                                            |                                                  |
| 1950 | 1950                                             |                                                  | 4 616                                            |                                                  |
| 1960 | 1960                                             |                                                  | 4 138                                            |                                                  |
| 1970 | 1970                                             |                                                  | 3 324                                            |                                                  |
| 1980 | 1980                                             |                                                  | 3 514                                            |                                                  |
| 1990 | 1990                                             |                                                  | 3 413                                            |                                                  |
| Anm: Källor: Umeå universitet - Tabellverket 1749-1859, Demografiska databasen, CEDAR, Umeå universitet. |                                                  |                                                  |                                                  |                                                  |